# Marlin Stutzman
Marlin Andrew Stutzman (ur. 31 sierpnia 1976) – amerykański polityk, członek Partii Republikańskiej i kongresman ze stanu Indiana (2010–2017).